# Горский, Александр Валентинович
Александр Валентинович Горский (24 июля 1898, Александрия, Херсонская губерния — 26 мая 1983, Киев) — советский организатор кинопроизводства, директор Ялтинской кинофабрики, Киевской и Одесской киностудий, театра-студии киноактёра на киностудии имени Александра Довженко. Участник-основатель Союза кинематографистов Украины.

## Биография
Родился в Александрии (ныне Кировоградской области). Окончил в родном городе ремесленное училище. Воевал в Первую мировую войну, был ранен; позднее служил в Красной армии. Во время Гражданской войны 1918—20-х годов работал ассистентом режиссёра в украинских театрах Винницы и Житомира.
В 1922 году совместно с Юрием Филянским и Леонидом Черновым основал в Александрии театр — украинское художественное объединение «Махудрам» (Майстерня художньої драми).
С середины 1920-х годов жил в Ялте, где был на профсоюзной и комсомольской работе, вступил в ВКП(б).
С 1928 по 1930 год режиссёр Крымгосдрамтеатра (ныне Крымский академический театр имени М. Горького).
В 1931 году начал работу в кино — директором Ялтинской кинофабрики (1931—1932). Его карьера проходила в обстановке постоянных реорганизаций киноотрасли. В 1932 году с семьёй переехал в Москву, где стал начальником производства треста «Востокфильм». Вскоре уже в Ленинграде работал заместителем директора и директором по производству Ленинградской киностудии (1932—1941). Там окончил факультет особого назначения (ФОН).
С осени 1939 по весну 1940 года был на советско-финской войне, а незадолго до нападения Германии на СССР поехал директором картины в Монголию на съёмки фильма «Его зовут Сухэ-Батор».
В Ленинграде осталась его супруга Елена с детьми — одиннадцатилетней Аллой и старшим на 10 лет Арсеном. Летом 1941 года Арсен вступил в народное ополчение, воевал в составе диверсионно-партизанской части, которая действовала на Ленинградском фронте. В апреле 1943 года погиб в бою.
Жена с дочерью, пережив две блокадных зимы, в начале лета 1943 года эвакуировалась к мужу в Алма-Ату, где он работал на Центральной объединённой киностудии. В Алма-Ате семья пробыла недолго и в конце 1943 года переехала в Киев, где А. Горский занял должность директора киностудии (1943—1953). В этот период были созданы значительные производственные мощности и сняты фильмы «Тарас Шевченко», «Подвиг разведчика», «Третий удар», «Максимко» и другие. В это время А. Горский сблизился с А. Довженко. Как организатору кинопроизводства ему пришлось участвовать в двух важных технико-организационных преобразованиях — переходе от немого к звуковому кино в первой половине 1930-х годов и распространении цветного кино в 1950-е годы.
Во время оттепели возглавлял Одесскую киностудию (1953—1961) — это была его последняя высокая должность. В это время на студии были сняты такие фильмы, как «Весна на Заречной улице», «Два Фёдора», «Жажда». В 1961 году вышел на пенсию, в июне того же года умерла его супруга. После возвращения в Киев был директором театра-студии киноактёра Киевской киностудии имени А. Довженко (1963—1973), содействовал творческому становлению И. Миколайчука, Р. Недашковской, К. Степанкова, Б. Брондукова, А. Лефтий и других.
Умер в 1983 году, похоронен на Городском (Берковецком кладбище).

## Семья
Точных данных о родителях А. Горского нет. Это связано главным образом с тем, что, находясь всю сталинскую эпоху на руководящей работе, он не сохранял документов и не касался этой темы. Предположительно, родители происходили из сёл под Александрией. Его мать овдовела и для того, чтобы прокормить семью — Александра и его младшую сестру Фаину, работала на сахарном заводе.
Супруга — Елена Давыдовна (в дев. Бессмертная) родилась в 1899 году в селе под Кременчугом, который находится недалеко от Александрии, в состоятельной крестьянской семье. В 1919 году они вступили в брак, и А. Горский усыновил её сына Арсена от первого мужа, который погиб в войне 1918—19 годов на Украине. В отличие от мужа карьеры она не делала. В Ялте работала воспитателем в детских учреждениях санаторно-школьного типа, в Ленинграде художником костюмов на киностудии и потом всё время занималась этим. Сын Арсен работал в Ленинграде механиком-наладчиком на оборонном заводе, откуда ушёл в ополчение.
Дочь Алла (1929—1970) была художницей, а также общественно-политическим деятелем, принимая участие в движении шестидесятников. Отец сначала с сочувствием относился к её деятельности, но с середины 1960-х, когда она пошла на открытый конфликт с властью, в частности с органами госбезопасности, изменил своё отношение. Занимая прагматичную, скептическую позицию, он пытался убедить дочь в том, что она не понимает ситуации в целом, истинные цели диссидентского движения от неё скрыты, её друзья неискренни с ней и так далее. Алла Горская была убита 28 ноября 1970 года при загадочных обстоятельствах. Официальная версия следствия состояла в том, что ее убил свёкор, отец Виктора Зарецкого. Однако, в эту версию не верил никто из окружения художницы. Смерть Горской принято связывать с её диссидетской и правозащитной деятельностью.
В 2008—2009 годах в Отраслевом государственном архиве Службы безопасности Украины (ГДА СБУ) был рассекречен фонд 16 (докладные, сообщения, справки председателя КГБ УССР первому секретарю ЦК КПУ), где содержатся документы, которые непосредственно относятся к Алле Горской и её убийству. В 2010 году они впервые были изучены и опубликованы А. Зарецким.
Переулок Чеслава (Цеслава) Белинского в Киеве, где в доме № 10 с 1963 года жил А. Горский, был в 2015 году назван именем Аллы Горской.
В 2016 году переулок в Александрии был назван именем Александра Горского.